# Tiffany Barbuzano
Tiffany Jones Barbuzano, es una actriz sudafricana.

## Biografía
Barbuzano obtuvo una licenciatura en Artes Dramáticas de la Universidad del Witwatersrand y completó un diploma en cine en la Escuela Nacional de Artes.
En 2010, protagonizó el papel de 'Danny Gibson' en la serie dramática de e.tv 4 Play: Sex Tips for Girls. Continuó interpretando el papel hasta 2012. En 2013, ganó el premio SAFTA Golden Horn en la categoría Mejor Actriz por la serie 4Play: Sex Tips for Girls. De 2006 a 2007, interpretó el papel de 'Gabrielle' en la serie de comedia dramática Izoso Connexion transmitida por SABC1. La serie fue creada por su esposo Johnny Barbuzano. En 2016, fue nominada para el premio SAFTA Golden Horn al mejor logro en escritura de guiones por su guion de 2014, Kota Life Crisis.
Obtuvo mayor atención por su participación en Sober Companion (2016), Seriously Single (2020) y Still Breathing (2020). Fue cofundadora de la productora cinematográfica 'Localala Productions'. Participó en producciones teatrales como Six Inches and Shakers, Macbeth, Othello y A Midsummer Night Dream.
Posteriormente, se unió al espectáculo de teatro Impromptu Zoo, realizado en Sandton Theatre's Square. También participó en series de televisión como Quickies, Snitch, Man to Man, Uncle Max y Binnelanders. Se convirtió en guionista de programas de televisión como Izoso Connexion, Isidingo y Scandal. En 2015, apareció en la serie dramática de la BBC Wild at Heart. En 2017, ganó el premio SAFTA Golden Horn en la categoría mejor actriz por su papel en la serie de televisión Sober Companion.
A principios de 2020, fue nominada en la categoría Mejor logró en escritura de guiones. En los SAFTA Golden Horn por Lockdown. En agosto del mismo año, protagonizó la película de comedia Seriously Single codirigida por Katleho Ramaphakela y Rethabile Ramaphakela, estrenada el 31 de julio de 2020 en Netflix.

## Filmografía
| Año  | Título                            | Rol                                      | Tipo                    |
| ---- | --------------------------------- | ---------------------------------------- | ----------------------- |
| 2006 | Uncle Max                         | El amor de Max                           | Serie de televisión     |
| 2006 | Izoso Connexion                   | Gabriella                                | Serie de televisión     |
| 2010 | 4Play: Sex Tips for Girls         | Danny Gibson                             | Serie de televisión     |
| 2010 | Wild at Heart                     | Bethany                                  | Serie de televisión     |
| 2012 | Shotgun Garfunkel                 | Pippa (también escritora y productora)   | Película                |
| 2014 | Welcome to Hawaii                 | Mel                                      | Cortometraje            |
| 2015 | Lazy Susan                        | Ms. Small-Pricked Tosser                 | Cortometraje            |
| 2016 | My Story                          | Narradora                                | Miniserie de televisión |
| 2016 | Sober Companion                   | Grace (también escritora)                | Serie de televisión     |
| 2017 | Heart Aka 4 Minutes               | Grace Sklaar                             | Cortometraje            |
| 2017 | Taryn & Sharon                    | Jeanine                                  | Serie de televisión     |
| 2018 | Die Vlieënde Springbokkie         | Escritora                                | Serie de televisión     |
| 2020 | Still Breathing 2020: BBZEE Films | Jessica (también escritora y productora) | Serie de televisión     |
| 2020 | Still Breathing                   | Jessica (también escritora y productora) | Serie de televisión     |
| 2020 | Housekeepers                      | Coronel Venter                           | Serie de televisión     |
| 2020 | Seriously Single                  | Pam                                      | Película                |